# بول كال
بول كال (بالبولندية: Paweł Kal)‏ هو لاعب كرة قدم بولندي، ولد في 9 يوليو 1989 في كيلسي في بولندا. شارك مع منتخب بولندا تحت 21 سنة لكرة القدم. أما مع النوادي، فقد لعب مع كورونا كييلتسى.

## وصلات خارجية
- بول كال على موقع قاعدة بيانات كرة القدم.إي يو (الإنجليزية)
- بول كال على موقع Soccerway.com (الإنجليزية)